# Sif Mons
Sif Mons est un volcan bouclier situé sur la planète Vénus par 22° N et 352,4° E, dans l'ouest d'Eistla Regio. Il se trouve donc au sud de Sedna Planitia, à l'ouest de Bereghinya Planitia et à l'est de Guinevere Planitia. Il est voisin de Gula Mons, un peu plus gros et situé plus à l'est dans le prolongement d'Eistla. Ses coulées de lave sont bien visibles, même depuis la Terre à l'aide du radiotélescope d'Arecibo. L'édifice est nommé d'après Sif, la déesse nordique.

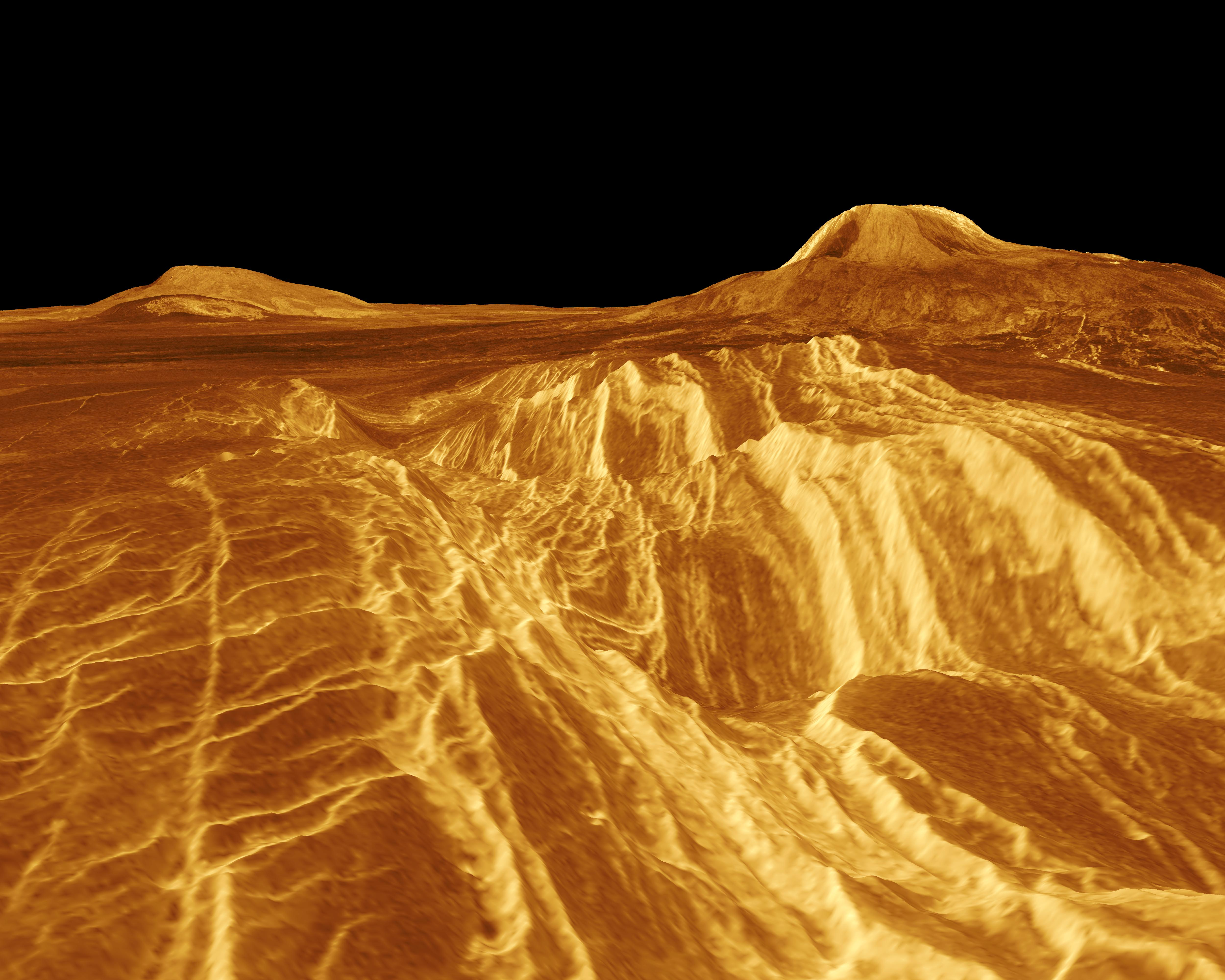
Simulation 3D d'Eistla Regio occidentale depuis un point fictif situé au sud-est : Sif Mons apparaît à gauche à l'horizon, et Gula Mons se détache à droite.